# Marcela Skuherská
Marcela Skuherská (Přerov, 14 febbraio 1961) è un'ex tennista cecoslovacca.

## Carriera
In carriera ha raggiunto due finali di doppio al WTA Swiss Open nel 1984, in coppia con Iva Budařová, e al WTA South Carolina nel 1986, in coppia con Laura Gildemeister. Nei tornei del Grande Slam ha ottenuto il suo miglior risultato raggiungendo il terzo turno nel singolare a Wimbledon nel 1984, e nel doppio all'Open di Francia nel 1986.
In Fed Cup ha disputato un totale di 6 partite, collezionando 5 vittorie e una sconfitta.

## Statistiche

### Doppio

#### Finali perse (2)
| Numero | Anno           | Torneo                         | Superficie  | Compagna           | Avversarie in finale                  | Punteggio     |
| 1.     | 13 maggio 1984 | WTA Swiss Open, Lugano         | Terra rossa | Iva Budařová       | Christiane Jolissaint Marcella Mesker | 4-6, 3-6      |
| 2.     | 27 aprile 1986 | WTA South Carolina, Charleston | Terra rossa | Laura Gildemeister | Sandra Cecchini Sabrina Goleš         | 6-4, 0-6, 3-6 |

### Risultati in progressione
| Sigla | Risultato               |
| ----- | ----------------------- |
| V     | Vincitore               |
| F     | Finalista               |
| SF    | Semifinalista           |
| O     | Oro olimpico            |
| A     | Argento olimpico        |
| SF    | Bronzo olimpico         |
| QF    | Quarti di Finale        |
| 4T    | Quarto turno            |
| 3T    | Terzo turno             |
| 2T    | Secondo turno           |
| 1T    | Primo turno             |
| RR    | Round Robin             |
| LQ    | Turno di qualificazione |
| A     | Assente                 |
| ND    | Non disputato           |

| Legenda superfici    |
| -------------------- |
| Cemento              |
| Terra battuta        |
| Erba                 |
| Superficie variabile |

#### Singolare nei tornei del Grande Slam
| Torneo          | 1982 | 1983 | 1984 | 1985 | 1986 |
| --------------- | ---- | ---- | ---- | ---- | ---- |
| Australian Open | A    | 1T   | A    | A    | ND   |
| Open di Francia | 2T   | 1T   | 2T   | 1T   | 1T   |
| Wimbledon       | A    | 1T   | 3T   | 1T   | A    |
| US Open         | 1T   | 2T   | 2T   | 1T   | A    |

#### Doppio nei tornei del Grande Slam
| Torneo          | 1982 | 1983 | 1984 | 1985 | 1986 |
| --------------- | ---- | ---- | ---- | ---- | ---- |
| Australian Open | A    | 1T   | A    | A    | ND   |
| Open di Francia | 2T   | 1T   | 2T   | 2T   | 3T   |
| Wimbledon       | A    | 2T   | 1T   | 2T   | 1T   |
| US Open         | 2T   | 2T   | 2T   | 2T   | 2T   |

#### Doppio misto nei tornei del Grande Slam
Nessuna partecipazione